# 身高歧视
身高歧視是基於身高對個人的偏見或歧視。原則上，它是指對身高不在人群正常可接受身高範圍內的個體的歧視性待遇。各種研究表明它是欺凌的一個原因，通常表現為無意識的微暴力。
身高歧視會體現在幾種方面：
1. 包括在團體中的霸凌中，身高不達標準的人有較高的機會成為受欺侮者。
2. 在工作上，有一些需要體力的工作會限制身高，一些需要某種外在形象的工作（如空中小姐、模特兒）也會要求達到一定的身高。
3. 在政治上，有統計指出在美國身高較高的候選人佔有一些優勢。
4. 在兩性關係上，多數文化中身高較高的男性在追求女性時會佔有優勢；過高的女性反而會處於劣勢。但隨著身高歧視的加劇，許多文化也要求女性的身高，造成身高小於文化追求的標準身高，如168（5.51英尺）以下的女性遭受歧視。
5. 在很多文化中，如果低于160（5.2英尺）的男性试图与女性约会或交往，他们容易被拒绝（在許多高單身率的社會，身高即便已經達到年輕男性平均身高者、也容易被女性嫌矮而拒絕）。身高更高的男性與女性，會嘲笑身形較小的男性與女性，男性被嘲笑的更加嚴重，體型小型的男性不容易找到结婚的伴侶。另外，過高的女性在擇偶上也是較大的劣勢，唯一讓她們慶幸的是，社會對過高女性的嘲諷是遠少於對小個男性的嘲諷。
6. 多數社會、包括許多先進社會，對於身高歧視並沒有病識感，許多人在喊反歧視的同時，會公開嘲諷小個男性與女性。